# Wiktor Wladimirowitsch Rewerdatto
Wiktor Wladimirowitsch Rewerdatto (russisch Виктор Владимирович Ревердатто; * 5. Junijul. / 17. Juni 1891greg. in Charkow; † 14. März 1969 in Tomsk) war ein russischer Geobotaniker und Hochschullehrer. Sein botanisches Autorenkürzel lautet „Reverd.“.

## Leben

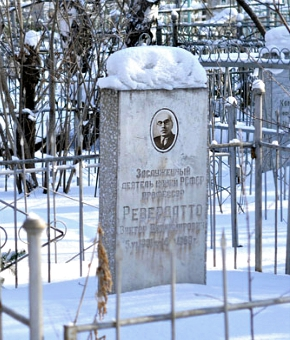
Rewerdattos Grab

Rewerdattos Vater Wladimir Andrejewitsch Rewerdatto (1865–1920) war gebürtiger Franzose, der aus der norditalienischen politischen Emigrantenfamilie Reverditto stammte, nach einem Universitätsstudium 1892 bei dem Eintritt in den russischen Staatsdienst die russische Staatsbürgerschaft annahm, Gerichtsvorsitzender in Nowonikolajewsk, Rajon Echirit-Bulagatski, war und im Russischen Bürgerkrieg im Gefängnis der Tscheka an Typhus starb. Rewerdattos adlige Mutter Jelisaweta Fjodorowna Timofejewa (1863–1941) war Lehrerin. Rewerdatto nahm bei Erreichen der Volljährigkeit 1913 die russische Staatsbürgerschaft an.
Rewerdatto besuchte die Realschule in Tomsk mit Abschluss 1908 und begann 1911 das Studium in der chemischen Abteilung des Technologischen Instituts Tomsk. Während des Studiums war er im Kreis der Jungen Botaniker am Herbarium der Universität Tomsk (TGU) aktiv, zu dem auch Boris Konstantinowitsch Schischkin und Lidija Palladijewna Sergijewskaja gehörten. Porfiri Nikititsch Krylow schätzte Rewerdatto sehr und ließ ihn eine Expedition in die Arktis am Jenissei durchführen.
Nach der Oktoberrevolution lehrte Rewerdatto ab 1919 am Lehrstuhl für Botanik der TGU. 1925 wurde er Professor, Dekan und Prorektor der TGU. 1935 wurde er zum Doktor der biologischen Wissenschaften promoviert. Er organisierte an der TGU den ersten Lehrstuhl für Geobotanik in Sibirien. Er führte die bodenkundlichen und botanischen Untersuchungen der Bodenfonds für die Organisation von Sowchosen durch. 1924–1937 unternahm er Expeditionsarbeiten in Chakassien. 1927 wurde er als Nachfolger Krylows Direktor des Sibirischen Botanischen Gartens der TGU. 1935 wurde er Direktor des neuen Biologischen Forschungsinstituts an der TGU, das die biologischen Ressourcen in West- und Mittelsibirien untersuchte. Er erstellte eine Vegetationskarte Südsibiriens.
Vom 9. September 1937 bis zum 21. August 1939 wurde Rewerdatto vom NKWD der Oblast Nowosibirsk festgehalten. Während des Deutsch-Sowjetischen Krieges leitete er den Lehrstuhl für Pharmakognosie des Medizinischen Instituts Tomsk und gründete eine wissenschaftliche Schule für die Untersuchung der Heilpflanzen Sibiriens.
Rewerdattos Brüder Boris und Juri waren Offiziere der Weißen Armee im Russischen Bürgerkrieg. Boris Rewerdatto wurde 1938 während des Großen Terrors erschossen und 1958 rehabilitiert. Juri Rewerdatto litt an Knochentuberkulose und starb 1921 in Nikolsk-Ussurijski durch Suizid.

## Nach Redatto benannte Pflanzenarten (Auswahl)
- Astragalus reverdattoanus Sumnev.
- Delphinium reverdattoanum Polozhij & Revjakina
- Oxytropis reverdattoi Jurtzev
- Poa reverdattoi Roshev.
- Tephroseris reverdattoi (Sobolevsk.) Barkalov
- Thymus reverdattoanus Serg.
- Veronica reverdattoi Krsnob.

## Ehrungen, Preise
- Stalinpreis II. Klasse (1947 zusammen mit Nikolai Wassiljewitsch Werschinin und Dmitri Dmitrijewitsch Jablokow) für die Entwicklung und Anwendung neuer Extraktionsmethoden für die Gewinnung von Arzneimitteln aus den Heilpflanzen Sibiriens
- Verdienter Wissenschaftler der RSFSR